# CH–47 Чинук
Боинг CH–47 Чинук (енгл. Boeing CH–47 Chinook) вишенамјенски је хеликоптер с двоструким мотором и тандемским роторима за превоз тешких терета. Примарна му је улога превоз војних јединица, премјештање артиљеријског оружја и снабдјевање бојишта. Са стражње стране трупа хеликоптера налази се велика рампа за укрцај и искрцај терета, а испод, три спољашње тегљачке куке.

## Корисници

### Војни корисници
- Аргентина
- Аустралија
- Канада
- Египат
- Грчка
- Република Ирска
- Италија
- Јапан
- Либан
- Мароко
- Холандија
- Република Кина
- Сингапур
- Јужна Кореја
- Шпанија
- Тајланд
- Уједињено Краљевство
- Уједињени Арапски Емирати
- Сједињене Државе
- Вијетнам

### Цивилни корисници
Канада
 Република Кина
- Тајванска национална ватрогасна управа (тренутно има три хеликоптера 234 и девет CH–47SD)

 Кина
- Цивилна ваздухопловна управа Кине

 Еквадор
 Норвешка
 Уједињено Краљевство
 Сједињене Државе
- (trenutno ima sedam 234)
- NASA (1979—1989)[1]

Бивши цивилни корисници означени су косим словима

## Технички подаци
Основне карактеристике
- Посада: 3 (пилот, копилот, летачки инжењер)
- Капацитет:
  - 33—55 војника или
  - 24 носила и 3 пратитеља
  - 12.700 kg терета
- Дужина: 30,1
- Пречник ротора: 18,3
- Тежина: 5,7
- Површина диска: 260
- Тежина празног хеликоптера: 10.185
- Максимална тежина узлијетања: 22.680
- Погон: 2× Lycoming T55–GA–712 турбоосовински, 3.750 КС (2.796 kW) сваки

Перформансе
- Највећа брзина: 315
- Економска брзина: 220
- Долет: 741
- Висина летења: 5.640 m
- Брзина пењања: 10,1
- Оптерећење диска: 47
- Омјер снага/маса: 460

Наоружање
- Покретни топ M134 7,62 mm, митраљез М240 7,62